# Teddy Newton
Teddy Newton (Los Angeles, 3 marzo 1964) è un regista, sceneggiatore, designer e doppiatore statunitense.
È conosciuto per il suo lavoro su serie televisive come Il laboratorio di Dexter, 2 cani stupidi, su film (Gli Incredibili - Una "normale" famiglia di supereroi) e su cortometraggi animati, come Parzialmente nuvoloso, Presto e Quando il giorno incontra la notte.

## Biografia
Dopo aver frequentato la scuola per animatori CalArts, all'inizio degli anni novanta lavorò alla Disney su opere come Pocahontas, Fantasia 2000, Topolino e il cervello in fuga, Mulan e Hercules, per poi trasferirsi alla Warner con l'intento di collaborare con il regista Brad Bird al lungometraggio Il gigante di ferro.
Nel 2002, si unì nuovamente con Brad Bird per lavorare alla Pixar su Gli Incredibili - Una "normale" famiglia di supereroi. Da quel momento, diventò artista Pixar in pianta stabile, collaborando ai cortometraggi Jack-Jack Attack, Il tuo amico topo, Presto e Parzialmente nuvoloso e a film come Ratatouille, sempre in coppia con Brad Bird, ideando i titoli di coda della pellicola, e Up.
Nel 2010, uscì il primo lavoro da regista alla Pixar di Newton, il cortometraggio Quando il giorno incontra la notte, che gli fece guadagnare diversi riconoscimenti, tra cui il Visual Effects Society Award per la miglior animazione in un cortometraggio animato, l'Annie Award per miglior cortometraggio e la candidatura all'Oscar al miglior cortometraggio d'animazione.
Sempre per la Pixar, doppiò diversi personaggi secondari in varie pellicole, come Toy Story 3 - La grande fuga, WALL•E, Cars - Motori ruggenti e Ratatouille.
Tra le sue fonti di ispirazione compaiono Al Hirschfeld e i cortometraggi della Warner Bros. Animation.

## Filmografia parziale

### Regista
- Boys Night Out (2003)
- Quando il giorno incontra la notte (Day & Night) (2010)

### Sceneggiatore
- The Trouble with Lou (2001)
- Boys Night Out (2003)
- Jack-Jack Attack (2004)
- Quando il giorno incontra la notte (Day & Night) (2010)

### Character designer
- Osmosis Jones (2001)
- Gli Incredibili - Una "normale" famiglia di supereroi (The Incredibles) (2004)
- Ratatouille (2007)
- Il tuo amico topo (Your Friend the Rat) (2007)
- Presto (2008)
- Parzialmente nuvoloso (Partly Cloudy) (2009)

### Artista degli storyboard
- 2 cani stupidi (2 Stupid Dogs) (1995)
- Il laboratorio di Dexter (Dexter's Laboratory) (1996)
- Il gigante di ferro (The Iron Giant) (1999)

### Doppiatore
- Gli Incredibili - Una "normale" famiglia di supereroi (The Incredibles) (2004)
- Cars - Motori ruggenti (Cars) (2006)
- Ratatouille (2007)
- WALL•E (2008)
- Up (2009)
- Toy Story 3 - La grande fuga (Toy Story 3) (2010)
- Small Fry (2011)

## Doppiatori italiani
- Michele Cucuzza in Gli Incredibili - Una "normale" famiglia di supereroi
- Ambrogio Colombo in Ratatouille
- Gerry Scotti in Toy Story 3 - La grande fuga